# Lohuecotitan pandafilandi
Lohuecotitan pandafilandi es la única especie conocida del género extinto Lohuecotitan de dinosaurio saurópodo titanosaurio, el cual vivió durante a finales del período Cretácico, hace aproximadamente 72 millones de años durante el Maastrichtiense, en lo que es hoy Europa.

## Descripción
Lohuecotitan era un saurópodo relativamente grande, de entre 15 a 20 metros de longitud, dependiendo de la longitud del cuello la cual no es conocida. Los descriptores pudieron establecer algunas características distintivas. Seis de estas son autapomorfias, o rasgos únicos derivados. Las vértebras solo tienen una corta cresta en la parte posterior de sus procesos espinosos. haciéndose más anchos en su extremo superior, en el cual la superficie de sujeción para los tendocenes conectores era relativamente lisa.
Además de esto, en conjunto con las autapomorfias, se presenta una combinación de dos rasgos que por sí mismos no son características únicas. Las vértebras dorsales anteriores y medias poseen una lámina centrodiapofisial que se expande en su zona superior y posterior, un rasgo compartido con Saltasaurus. En la fíbula tiene  una tuberosidad entre la cara anterior y la lateral del trocánter de ese hueso,  como ocurre en Jainosaurus. Las vértebras cervicales anteriores tiene pleurocelos o cavidades apenas desarrolladas. La ulna es robusta. El ilion se encuentra neumatizado, es decir lleno de espacios internos con aire. En las vértebras de la cola las proyecciones en las articulaciones se extienden más de 50 ° hacia atrás y hacia abajo.

## Descubrimiento e investigación
En 2007, se excavó un gran sitio de huesos fósiles en Lo Hueco. Se descubrieron centenares de restos óseos fosilizados, entre ellos peces, anfibios, crocodilomorfos, tortugas, lagartos dinosaurios, de los cuales la gran mayoría corresponden a titanosaurios. En 2016, se nombró y describió a la especie tipo Lohuecotitan pandafilandi por Verónica Díez Díaz, Pedro Mocho, Adrián Páramo, Fernando Escaso, Fátima Marcos Fernández, José Luis Sanz y Francisco Ortega. Sus restos fósiles fueron descubiertos en el yacimiento de Lo Hueco, de Fuentes, Cuenca, España. El nombre del género hace referencia al nombre del sitio fósil junto con el término titan, aludiendo a aquellos gigantes de la mitología griega. El nombre de la especie se refiere al gigante Pandafilando de la Fosca Vista, personaje de la novela El ingenioso hidalgo Don Quijote de la Mancha, de Miguel de Cervantes Saavedra, de quien se conmemoraba su 400° aniversario en 2016.
El espécimen holotipo, HUE-EC-01, fue hallado en una capa de la Formación Villalba de la Sierra la cual data del intervalo entre las épocas del Campaniense al Maastrichtiense, hace cerca de setenta millones de años. Consiste de un esqueleto parcial sin el cráneo. Se encontraron tres vértebras cervicales, seis dorsales, partes de las vértebras del sacro, veinte vértebras caudales, costillas, cheurones, una ulna izquierda, ambos isquiones, un pubis izquierdo y una parte del pie derecho, además de algunos huesos indeterminados. Los huesos no estaban articulados, pero si hallados en asociación cercana.

## Clasificación
Lohuecotitan fue situado por sus descriptores dentro del clado Lithostrotia, siendo más derivado que Malawisaurus en el cladograma. Sin embargo, no se pudo determinar su relación exacta con otros litostrotios igualmente derivados como Opisthocoelicaudia, Alamosaurus, Trigonosaurus, los Saltasaurinae y los Nemegtosauridae. Lohuecotitan confirma por su parte que se produjo una rica radiación de titanosaurios a finales del Cretácico en Europa, y más precisamente en la antigua isla íbero-armoricana.

### Filogenia
|  | Neuquensaurus australis |
|  |                         |
|  | Saltasaurus loricatus   |
|  |                         |

|  | Rapetosaurus krausei                                                        |
|  |                                                                             |
|  | \| \| Isisaurus colberti \| \| \| \| \| \| Tapuiasaurus macedoi \| \| \| \| |
|  |                                                                             |
|  | Isisaurus colberti                                                          |
|  |                                                                             |
|  | Tapuiasaurus macedoi                                                        |
|  |                                                                             |

|  | Isisaurus colberti   |
|  |                      |
|  | Tapuiasaurus macedoi |
|  |                      |

|  | Neuquensaurus australis |
|  |                         |
|  | Saltasaurus loricatus   |
|  |                         |

|  | Rapetosaurus krausei                                                        |
|  |                                                                             |
|  | \| \| Isisaurus colberti \| \| \| \| \| \| Tapuiasaurus macedoi \| \| \| \| |
|  |                                                                             |
|  | Isisaurus colberti                                                          |
|  |                                                                             |
|  | Tapuiasaurus macedoi                                                        |
|  |                                                                             |

|  | Isisaurus colberti   |
|  |                      |
|  | Tapuiasaurus macedoi |
|  |                      |

|  | Neuquensaurus australis |
|  |                         |
|  | Saltasaurus loricatus   |
|  |                         |

|  | Rapetosaurus krausei                                                        |
|  |                                                                             |
|  | \| \| Isisaurus colberti \| \| \| \| \| \| Tapuiasaurus macedoi \| \| \| \| |
|  |                                                                             |
|  | Isisaurus colberti                                                          |
|  |                                                                             |
|  | Tapuiasaurus macedoi                                                        |
|  |                                                                             |

|  | Isisaurus colberti   |
|  |                      |
|  | Tapuiasaurus macedoi |
|  |                      |

|  | Neuquensaurus australis |
|  |                         |
|  | Saltasaurus loricatus   |
|  |                         |

|  | Rapetosaurus krausei                                                        |
|  |                                                                             |
|  | \| \| Isisaurus colberti \| \| \| \| \| \| Tapuiasaurus macedoi \| \| \| \| |
|  |                                                                             |
|  | Isisaurus colberti                                                          |
|  |                                                                             |
|  | Tapuiasaurus macedoi                                                        |
|  |                                                                             |

|  | Isisaurus colberti   |
|  |                      |
|  | Tapuiasaurus macedoi |
|  |                      |